# Koenig & Bauer
Koenig & Bauer AG (w skrócie KBA) – niemiecka firma (spółka akcyjna - Aktiengesellschaft), specjalizująca się w produkcji maszyn drukarskich. Składa się z kilku fabryk w różnych miastach Niemiec (Radebeul k. Drezna, Frankenthal (Pfalz) w Nadrenii-Palatynacie, Kusel w Nadrenii-Palatynacie, Hakenfelde w zachodniej części Berlina) oraz Austrii (Mödling); największa z nich oraz centralna siedziba mieści się w Würzburgu.
Fabrykę założyli 9 sierpnia 1817 dwaj niemieccy inżynierowie i przedsiębiorcy, Friedrich Koenig i Andreas Friedrich Bauer w położonym nieopodal Würzburga (6 km od centrum) opuszczonym w wyniku niedawnej sekularyzacji zakonów klasztorze Kloster Oberzell.
Od początku istnienia firmy ważnym elementem jej działalności było gruntowne szkolenie swoich pracowników; przez cały czas przy fabryce działa przyzakładowa szkoła zawodowa. Niektórzy specjaliści pracujący u Koenig-Bauera (także krewni i potomkowie założycieli), po zdobyciu doświadczenia i kwalifikacji podjęli decyzję o odejściu z fabryki i założeniu własnych przedsiębiorstw, w tym także przedsiębiorstw budujących maszyny drukarskie. Tak powstała m.in. fabryka Augsburger Maschinenfabrik, od 1898 znana jako MAN Roland Druckmaschinen w Augsburgu oraz inna istniejąca do dziś fabryka maszyn drukarskich - Heidelberger Druckmaschinen AG w Heidelbergu.
Od 1990, po przyłączeniu fabryki Albert-Frankenthal do Koenig & Bauera ta ostatnia używa w swej nazwie elementu "Albert" - Koenig & Bauer-Albert - i skrótu "KBA".
Na początku XXI wieku była to największa w świecie fabryka tej branży; jej obroty w 2006 roku przekroczyły 1,7 mld. €, zatrudniała ogółem ponad 8,2 tys. pracowników, z czego ponad dwa tysiące w głównej fabryce w Würzburgu.